# Helicoon
Helicoon is een geslacht van schimmels in de onderstam Pezizomycotina. Het lectotype is Helicoon sessile, maar deze soort is later gesynonimiseerd met Orbilia luteorubella.

## Soorten
Volgens Index Fungorum telt het 18 soorten (peildatum april 2023):
| Soortnaam               | Auteur(s)                        | Publicatiejaar |
| ----------------------- | -------------------------------- | -------------- |
| Helicoon chlamydosporum | Abdullah & J. Webster            | 1981           |
| Helicoon dendroides     | Voglmayr                         | 1997           |
| Helicoon doliiformis    | H.S. Chang                       | 2001           |
| Helicoon elegans        | (Corda) G. Arnaud                | 1954           |
| Helicoon ellipticum     | (Peck) Morgan                    | 1892           |
| Helicoon fairmanii      | Sacc.                            | 1906           |
| Helicoon macrosporum    | Aa & Samson                      | 1994           |
| Helicoon maioricense    | Abdullah, Cano, Descals & Guarro | 1998           |
| Helicoon microsporum    | Abdullah, Guarro & Figueras      | 1996           |
| Helicoon myosuroides    | Voglmayr                         | 1997           |
| Helicoon ovalisporum    | Krzemien. & Badura               | 1954           |
| Helicoon peruamazonense | Matsush.                         | 1993           |
| Helicoon pluriseptatum  | Beverw.                          | 1954           |
| Helicoon politulum      | (Schulzer) Lindau                | 1908           |
| Helicoon reticulatum    | Linder                           | 1929           |
| Helicoon septatissimum  | Godeas & Aramb.                  | 1996           |
| Helicoon spirale        | Boedijn                          | 1929           |
| Helicoon thaxteri       | Linder                           | 1933           |